# Trachemys
Trachemys é um gênero de testudinatas da família Emydidae originários da América. Trata-se de um gênero de tartarugas semiaquáticas (água doce) que, quando em cativeiro, podem viver em média cerca de 35 anos, enquanto que em habitat natural, não ultrapassam os 30 anos de idade.

## Espécies
- Trachemys adiutrix - Capininga Vanzolini, 1995
- Trachemys callirostris (Gray, 1855)
- Trachemys decorata (Barbour & Carr, 1940)
- Trachemys decussata(Gray, 1831)
- Trachemys dorbigni (Duméril & Bibron, 1835)
- Trachemys emolli (Legler, 1990)
- Trachemys gaigeae Hartweg, 1939
- Trachemys nebulosa (Van Denburgh, 1895)
- Trachemys ornata (Gray, 1831)
- Trachemys scripta (Thunberg in Schoepff, 1792)  (Tortuga de Florida)
- Trachemys stejnegeri (Schmidt, 1928)
- Trachemys taylori(Legler, 1960)
- Trachemys terrapen (Bonnaterre, 1789)
- Trachemys venusta (Gray, 1855)
- Trachemys yaquia (Legler & Webb, 1970)[5][6]

## Publicação
- Agassiz, 1857 : Contributions to the Natural History of the United States of America. Little, Brown & Co., Boston, volume 1, p. 1-452 (texto original).